# Талісмани зимових Олімпійських ігор 2014

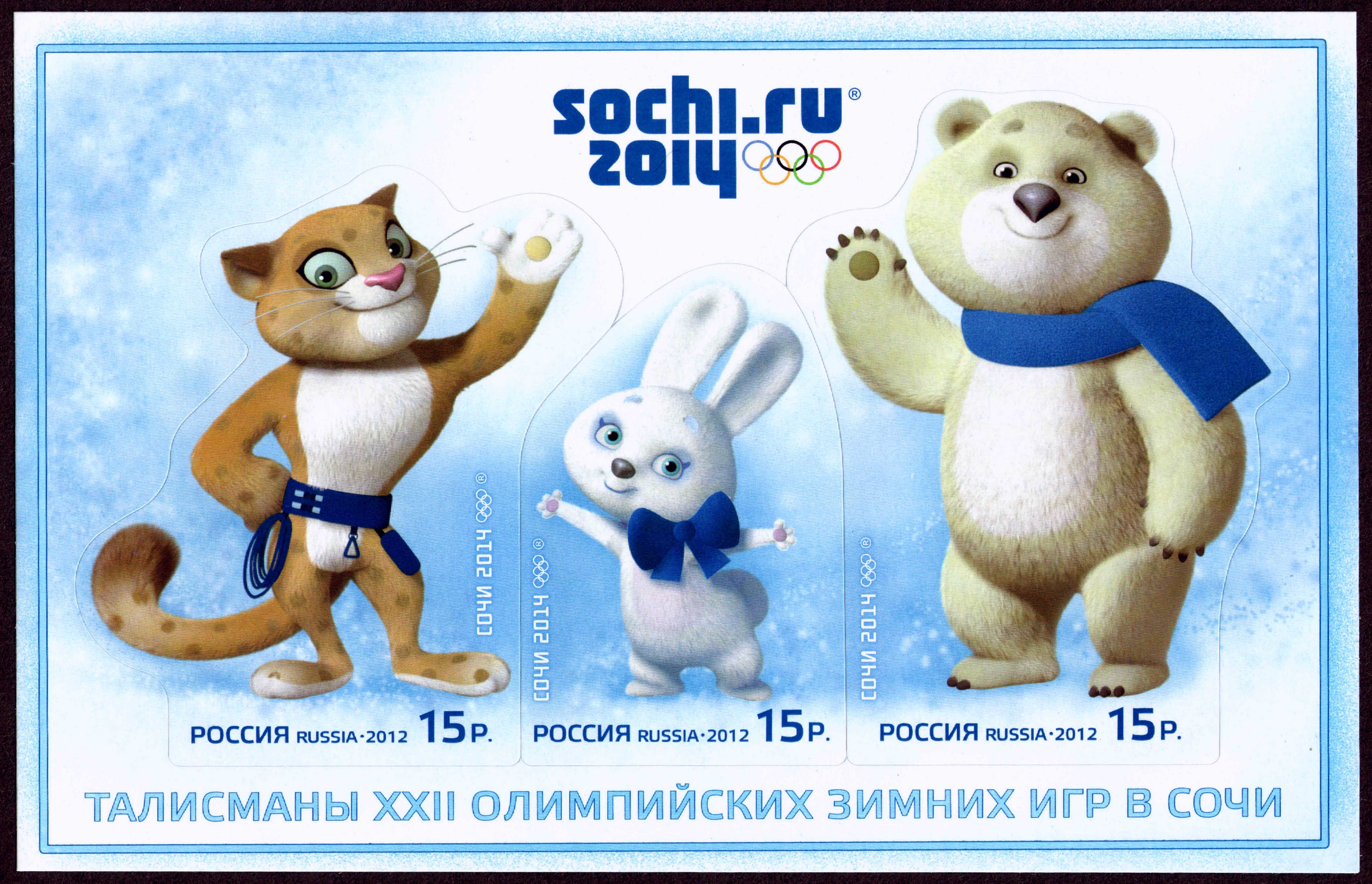
Леопард, Зайка і Білий ведмідь — талісмани зимових Олімпійських ігор 2014

Талісмани зимових Олімпійських ігор 2014 — частина олімпійської символіки зимових Олімпійських ігор 2014 року, які проходили від 7 до 23 лютого 2014 року в місті Сочі (Росія). Відповідно до затверджених підсумків фінального голосування 26 лютого 2011 року, обрано 3 талісмани — Леопард, Білий ведмідь, Зайка. Талісманами Паралімпійських ігор стали Лучик і Сніжинка.
На думку журналу «GEO», місія олімпійського талісмана — «віддзеркалити дух країни-господарки ігор, принести удачу спортсменам і підкреслити святкову атмосферу». Найчастіше олімпійського талісмана зображають у вигляді тварини, найпопулярнішої в країні, яка приймає спортсменів, або у вигляді анімованої вигаданої істоти.
Талісмани олімпіад мають рекламно-комерційну значимість і використовуються країною-організатором ігор, в цьому випадку — Росією, як додаткове джерело фінансування.
Вибрані талісмани є власністю МОК, що керував Організаційним комітетом Олімпійських ігор-2014.

## Історія вибору талісмана
Спочатку талісманом і символом зимових Олімпійських ігор-2014 жителі Сочі обрали дельфіна на лижах [Архівовано 3 березня 2012 у Wayback Machine.], ярославської художниці Ольги Бєляєвої.
Голосування проходило 2 березня 2008 року разом з виборами Президента Росії на всіх виборчих дільницях міста серед 270 тис. виборців.
Втім, після того, як результати голосування були оприлюднені, представник оргкомітету «Сочі-2014» зазначив, що офіційно талісмана зимових Ігор оголосять не раніше 2011 року.
1 вересня 2010 року організаційний комітет зимових олімпійських і паралімпійських ігор в Сочі 2014 року спільно з газетою «Известия» оголосили всеросійський конкурс талісманів ігор, в якому міг взяти участь кожен охочий.
Всього на конкурс було надіслано 24 048 робіт від учасників з усіх регіонів Росії і громадян, які проживають за кордоном.
Зареєстровані відвідувачі сайту «Талісман Сочі-2014» мали змогу оцінити запропоновані варіанти талісманів за п'ятибальною шкалою. Абсолютним лідером рейтингу популярності серед ідей талісманів стала безхвоста амфібія «Зойч», московського художника Єгора Жгуна.
21 грудня підбито підсумки першого туру вибору талісманів Олімпійських і Паралімпійських ігор.
Експертне журі обрало з надісланих робіт 10 варіантів ідей для Олімпійських ігор і 3 для Паралімпійських.
При відборі фінального списку ідей талісманів експертне журі проігнорувало думку більшості людей, що голосували на сайті, і не внесло у фінальний список талісманів амфібію Зойч, яка до грудня 2010 року набрала найбільше число голосів, а також наступні за популярністю Рукавички від студії Турбомілк. До Зойча перше місце утримував Педобір. При цьому, наприклад, Дід Мороз, ідею якого активно просував громадський рух «Голосуйте за Діда Мороза», створений представниками турбізнесу (зокрема компанії «Орфей») та адміністрацією Вологодської області, у фінальний список потрапив.
В експертне журі увійшли: Юрій Башмет, Ігор Бутман, Федір Бондарчук, Олеся Владикіна, Микола Дроздов, Світлана Журова, Наталія Іонова, Михайло Куснірович, Тетяна Навка, Гор Нахапетян, Володимир Пирожков, Олександр Попов, Віталій Смирнов, Олег Табаков, Михайло Терентьєв, Анатолій Прохоров, Святослав Ушаков. Очолив журі Генеральний директор ВАТ «Перший канал» Костянтин Ернст.
Після цього, група професійних художників втілила вибрані ідеї в акуратно виконані малюнки, які були представлені 7 лютого 2011 року.

## Фіналісти конкурсу
Наведено «легенди» персонажів.
1. Дід Мороз (англ. Ded Moroz). Щоб зберігати працездатність і здоров'я, займається спортом: лижами, санками і ковзанами. Напередодні голосування «узяв самовідвід» (був виключений — див. нижче).
2. Бурий ведмідь (англ. Brown Bear). Заснував спортивну школу для малюків в заповідному лісі, щоб займалися зимовими видами спортому, навіть не впадає в сплячку. Автор талісману, єдиний кандидат з України, киянин Денис Олійник.
3. Леопард (англ. The Leopard). Гірський рятувальник-альпініст, мешкає на величезному дереві на високій скелі в горах Кавказу; відмінний сноубордист. Його підтримав прем'єр-міністр Путін[9], що багато в чому визначило підсумки[10].
4. Білий ведмідь (англ. The Polar Bear). Живе за полярним колом в іглу, де зі снігу і льоду не лише стіни, але й всі речі; його виховували полярники, які навчили його кататися на лижах і ковзанах і грати в керлінг; але найбільше йому сподобалося кататися на санках. Вперше був згаданий у пісні 1 грудня 2009 року під час представлення оргкомітетом «Сочі 2014» емблеми (логотипу) Ігор-2014.
5. Зайка (англ. Zaya the doe hare). Навчається в Лісовий Академії на «відмінно», допомагає мамі у сімейному ресторанчику «Лісова загата», бере участь у спортивних змаганнях. Автор талісмана — Сільвія Петрова, школярка з села Нове Буянова Янтіковського району Чувашиї[11][12].
6. Сонечко (англ. The Little Sun). Молодша сестра Сонця; знімається в мультфільмах, позує для дитячих малюнків, займається спортом, особливо любить фристайл.
7. Вогняний хлопчик (The Fire Boy). Прибув на Землю зі спекотної планети; друзі його навчили кататися на лижах і грати в хокей.
8. Снігова дівчинка (англ. The Snow Girl). Прибула на Землю на крижаній кометі; оскільки вона любить танцювати, то її улюблені види спорту — ковзани і фристайл.
9. Снігур (англ. The Bullfinch). Читав спортивні газети і мріяв про кар'єру спортивного тренера, дуже любить зимові види спорту, особливо лижі, ковзани і хокей.
10. Матрьошки (англ. The Matryoshka dolls). Іграшки-талісмани для спортивного свята, Майстер виточив їх з дерева на верстаті і дав кожній властиву їй якість: силу, спритність, цілеспрямованість та інтелект, вони команда і доповнюють одна одну.
11. Дельфін (англ. The Dolphin). Спортивний коментатор, виріс у Московському дельфінарії, де кожен день тренувався і виборов нагороди у різних видах спорту; відряджений у Чорне море, щоб робити професійні репортажі. 2 березня 2008 року його обрали мешканці міста Сочі як талісмана Ігор-2014.

### Виключення з фіналістів
Напередодні вирішального голосування Іван Ургант оголосив, що з фінального списку кандидатів на звання талісмана журі виключило Діда Мороза у зв'язку з тим, що в разі перемоги національний для росіян символ Нового року став би власністю Міжнародного олімпійського комітету, що автоматично відбувається з талісманами ігор.

## Альтернативні голосування
З 2 лютого 2011 був створений альтернативний сайт з голосуванням за фіналістів. Голосувати можна було за наявності облікових записів у соціальних мережах ВКонтакті, Facebook, а також за наявності облікового запису в Твіттері. В результаті до 26 лютого 2011 голоси розподілилися так:
1. Білий ведмедик — 124 206 голосів
2. Дід Мороз — 115 373 голосів
3. Леопард — 47 881 голосів

Заєць, Лучик і Сніжинка опинилися в кінці списку.
На сайті sovsport голосування дало наступні результати:
1. Білий ведмедик — 25,4 % голосів
2. Дельфін — 21,0 % голосів
3. Леопард — 17,3 % голосів

10 лютого 2011 Всеросійський центр вивчення громадської думки (ВЦВГД) провів опитування росіян з приводу талісманів. Голоси розподілилися так:
1. Дід Мороз — 24 % голосів
2. Дельфін — 16 % голосів
3. Бурий ведмідь — 16 % голосів

## Підсумки
З фінальних варіантів талісмани були остаточно вибрані 26 лютого 2011 року під час голосування в телешоу «Талісманія. Сочі 2014. Фінал» на Першому телеканалі. Було повідомлено про врахування 1400000 голосів. Журі оголосило відразу трьох переможців, усі білого кольору, відповідаючи зимовому характеру олімпіади, які й стали талісманами:
- 1. Леопард (автор Вадим Пак, м. Находка) — 28,2 % голосів
- 2. Білий ведмедик (автор Олег Серцевий, м. Сочі) — 18,3 % голосів
- 3. Зайка (автор Сільвія Петрова, село Нове Буянова, Янтіковський район, Чувашія) — 16,4 % голосів

Відповідно до оголошеного вибору спортсменів-паралімпійців, талісманами Паралімпійських ігор стали Лучик і Сніжинка.
Коментуючи підсумки виборів, Президент Оргкомітету «Сочі 2014» Дмитро Чернишенко зазначив:
«Сьогодні Ігри в Сочі отримали свої символи — вперше в історії Олімпійського руху їх вибирала вся країна! За результатами голосування вирішено, що переможцями конкурсу за олімпійським принципом стануть кандидати, які увійшли до першої трійки під час народного голосування. Ці персонажі — вибір всієї нашої країни. Це Білий ведмедик, Зайчик і Леопард, і вони вже стали частиною історії світового Олімпійського руху!».
Тоді як прем'єр Путін, за його словами, був прихильником Леопарда, що переміг, президент Медведєв, згідно з пізніше озвученими заявами, підтримував Білого ведмедя, що посів друге місце, а також висловив незадоволення процесом вибору талісманів.
Крім того, деякі ЗМІ і користувачі Інтернету критикували олімпійські талісмани за їхнє виконання і кількість. Зокрема, вказується те, що склад (леопард, білий ведмідь і заєць) практично ідентичний трійці талісманів Олімпійських ігор в Солт-Лейк-Сіті (койот, ведмідь, заєць). Графічне виконання білого ведмедя в цілому, а особливо морди і великої круглої голови, більш характерне для бурих ведмедів, ніж для білих, у яких голова витягнута. Також відзначається близька до плагіату подібність білого ведмедя з талісманом московської Олімпіади-1980 Мішею, на що вказує і творець образу останнього Віктор Чижиков..
Всесвітній фонд дикої природи в Росії запропонував Організаційному комітетові Сочі-2014 відредагувати малюнок з леопардом, мотивувавши це тим, що за забарвленням хутра зображене тварина більше схоже не на леопарда, а на сніжного барса, який на Кавказі ніколи не мешкав .